# یاسوکه (انیمه)
یاسوکه (به انگلیسی: Yasuke) یک مجموعه انیمه ژاپنی-آمریکایی است که بر اساس یک شخصیت تاریخی به همین نام ساخته شده‌است، این شخصیت یک جنگجوی آفریقایی بود که به دایمیو اودا نوبوناگای ژاپنی در دوره سنگوکو در قرن شانزدهم میلادی خدمت می‌کرد، در این دوره در ژاپن جنگ‌های سامورایی در جریان بود. این مجموعه توسط لی شان توماس سخته شده و انیمیشن آن توسط استودیوی انیمیشن ژاپنی ماپا طراحی شده‌است، کیت استنفیلد به جای شخصیت اصلی صحبت می‌کند. این سریال در ۲۹ آوریل، ۲۰۲۱ از شبکه نتفلیکس منتشر شد.

## خلاصه
در قرن ۱۶، ژاپن فئودال در ترکیب با جادو و تکنولوژی‌های جدید، به تصویر کشیده شده‌است، در این میان یک مرد آفریقایی به نام یاسوکه از خدمت انجمن عیسی در دوره تجاری نانبان خارج شد و به عنوان جنگجو و ملازم به خدمت لرد اودا نوبوناگا درآمد. در سال ۱۵۸۲، او شاهد سقوط نیروهای نوبوناگا در جنگ معبد هوننو علیه نیروهای جنرال تاریکی بود، کسی که به فرمانده اهریمنی به نام یامی نو دایمیو خدمت می‌کرد. با مرگ نوبوناگا و شکست خوردن نیروهای او در جنگ، یامی نو دایمیو کنترل کامل سرزمین‌ها را بدست آورد. بیست سال بعد، یاسوکه در تلاش برای پشت سر گذاشتن گذشته پر مخاطره اش به عنوان یک رونین به نام «سامورایی سیاه»، برای بازنشسته شدن به یک روستای دور افتاده رفت و به عنوان قایقران با نام مستعار یاسان به زندگی ادامه داد. او در یک بار محلی با خواننده ای به نام ایچیکا روبرو می‌شود و بعداً موافقت می‌کند تا او و دخترش ساکی، دختری بیمار با قدرت جادویی مرموز را به شمال ببرد تا به پزشک خاصی برای کمک به وضعیت ساکی مراجعه کنند.

## شخصیت‌ها
یاسوکه (弥助)
صداگذاری شده توسط: جون سوجیما (ژاپنی); کیت استنفیلد (انگلیسی)

اودا نوبوناگا (織田 信長)
صداگذاری شده توسط: تاکه‌هیرو هیرا (ژاپنی و انگلیسی)
جنگسالار تاریخی ژاپنی، که تقریباً موفق شد ژاپن را زیر سلطه تاج خود متحد کند. از نظر تاریخی و همتنطور که در این مجموعه به آن اشاره می‌شود، نوبوناگا سنت‌های ژاپن را مسخره می‌کرد و خواستار پیشرفت ژاپن تحت سلطه خود بود، او حتی یاسوکه را به عنوان نگهبان به خدمت گرفت. او همچنین خیلی به موری رانمارو علاقه‌مند بود.
ساکی
صداگذاری شده توسط: Kiko Tamura (ژاپنی); Maya Tanida (انگلیسی)
دختر خوانده ایچیکا، در دوران کودکی از دست ابراهیم نجات یافت. او دارای قدرت عرفانی باورنکردنی است و می‌تواند با یامی نو دایمیو مقابله کند و تعادل را برقرار کند.
ناتسومارو
صداگذاری شده توسط: فوساکو اورابه (ژاپنی); مینگ-نا ون (انگلیسی)
او که یک اونا بوگیشا است، یک بانوی سامورایی است که به نوبوناگا خدمت می‌کند، او با یاسوکه دوست شد و از آنجایی که هر دوی آنها در ارتش نوبوناگا بیگانه بودند، با هم اشتراکاتی داشتند. بعده‌ها معلوم شد که ناتسومارو عضو اتحاد ایگا است و در ارتش نوبوناگا برای هاتوری هانزو جاسوسی می‌کند. با اینکه یاسوکه به او علاقه‌مند بود، اما از راز او با خبر شد، و با پشیمانی، وسط جنگ با ارتش هانزو، او را به قتل رساند.
ایچیکا
صداگذاری شده توسط: ری تاناکا (ژاپنی); گوئندولینه یئو (انگلیسی)
او در یک مهمانخانه خواننده است، مهمانخانه جایی است که با یاسوکه ملاقات می‌کند، او را برای بردن خودش و ساکی به دکتر یاسوکه را استخدام می‌کند.
موریسوکه
صداگذاری شده توسط: یو کامیو (ژاپنی); پاول ناکایوچی (انگلیسی)
دکتری که به صورت خصوصی به درمان و آموزش ساکی پرداخت، و قدرت‌هایی مانند ساکی داشت. او در گذشته در ارتش نوبوناگا سامورایی بود، و با یاسوکه هم‌رزم بود. او مدرسه ای را اداره می‌کند که به انسان‌هایی با قدرت‌های ماورایی آموزش می‌دهد و باور دارد که ساکی فردی است که به سلطه یامی نو دایمیو پایان می‌دهد.
ایشیکاوا
صداگذاری شده توسط: اری کیتامورا (ژاپنی); دیا فرمپتون (انگلیسی)
یک قاتل که به خوبی با یک داس غول پیکر و دیگر چاقوها کار می‌کند، او از طرف آبراهام مأمور شده بود که ساکی را بگیرد. بعد از کمک به یاسوکه و موریسوکه، زمانی که نیروهای شخصی دایمیو برای بردن ساکی آمده بودند، به قتل رسید.
هاروتو
صداگذاری شده توسط: شونسوکه کوبوزوکا (ژاپنی); دارن کریس (انگلیسی)
یک ربات خود آگاه و مجهز به سلاح با شخصیتی شوخ‌طبع، که از طرف آبراهام مأمور شده بود تا ساکی را بگیرد. بعد از مرگ ایشیکاوا، او در صدد انتقام برآمد و به طرف نیروهای دایمیو حمله کامیکازی انجام داد.
نیکیتا
صداگذاری شده توسط: هیروکی نانامی (ژاپنی); جولی مارکوس (انگلیسی)
یک خرسینه روسی بود که به عنوان قاتل برای آبراهام کار می‌کرد تا ساکی را به دام بیندازد. بعد از مرگ آبراهام او دیگر به دنبال ساکی نبود و به یاسوکه در معبد موریسوکه کمک کرد. او با مرگش برای سربازان موریسوکه زمان خرید تا عقب‌نشینی کنند، و برای یاسوکه زمان خرید تا ساکی را به جایی دیگر ببرد.
آچوجا
صداگذاری شده توسط: کنجی کیتامورا (ژاپنی); ویلیام کریستوفر استفانز (انگلیسی)
یک شمن آفریقایی اصالتاً اهل پادشاهی بنین، که توسط آبراهام استخدام می‌شود تا یاسوکه را بگیرد و ساکی را پیدا کند. بعد از مرگ آبراهام، او و گروهش مزد خود را دریافت می‌کنند و همچنین او برای یاسوکه به عنوان یک جنگجو، احترام زیادی قائل می‌شود. او به نیروهای موریسوکه کمک کرد با هیولای دایمیو مبارزه کنند، و پاداش خوبی دریافت کرد، او تنها عضو گروهش بود که در آخر جنگ زنده بود.
آبراهام
صداگذاری شده توسط: شیگری یوشیاما (ژاپنی); دان دونوهیو (انگلیسی)
کشیشی با قدرت‌های ماورایی که به کلیسای کاتولیک خدمت می‌کند، هدف او بردن ساکی به اروپا برای تصاحب کل قاره اروپا است، او می‌خواهد خود را به عنوان رهبر جدید کلیسا منصوب کند. بعد از اینکه یاسوکه و ساکی توسط آدم‌کش‌های او دستگیر می‌شوند، او را به قتل می‌رسانند.
یامی نو دایمیو
صداگذاری شده توسط: یوشیکو ساکاکیبارا (ژاپنی); ایمی هیل (انگلیسی)
جادوگر تاریکی که بخش وسیعی از ژاپن را فتح کرد، و به دنبال تصاحب قدرت ساکی برای خود است و او را به عنوان یک تهدید می‌بیند.

## تولید

### اقتباس مانگا
در ژوئن ۲۰۲۱، یک اقتباس مانگا از ساتوشی اوکونیشی منتشر شد. این مانگا در ۲۷ ژوئیه ۲۰۲۱ در شوگاکوکان Monthly Big Comic Spirits شروع به منتشر شدن کرد.

## قسمت‌ها
| شم. | عنوان                             | کارگردان        | نویسنده                                                     | فیلمنامه مصور اثر | تاریخ پخش اصلی |
| --- | --------------------------------- | --------------- | ----------------------------------------------------------- | ----------------- | -------------- |
| ۱ | «رونین» (ژاپنی: 浪人)             | تاکرو ساتو      | داستان لی شان توماس فلایینگ لوتوس فیلمنامه نیک جونز جونیور. | تاکرو ساتو        | ۲۹ آوریل ۲۰۲۱  |
| ۲۰ سال بعد از سقوط اودا نوبوناگا، یاسوکه به همراه ایچیکا و دخترش ساکی مسافرت می‌کند تا دختر را به یک دکتر مخصوص برساند. یاسوکه زمانی را به یاد می‌آورد که به نوبوناگا خدمت می‌کرد. در طول این سفر آنها توسط یک گروه مزدور که از طرف دایمیو فرستاده شده‌اند مورد حمله قرار می‌گیرند تا ساکی را به خاطر داشتن قدرت‌های خاص دستگیر کنند.                 |                                   |                 |                                                             |                   |                |
| ۲ | «روش قدیمی» (ژاپنی: 古より続く道) | یاسوفومی سوجیما | داستان لی شان توماس فلایینگ لوتوس فیلمنامه نیک جونز جونیور. | هیروشی کوبایاشی   | ۲۹ آوریل ۲۰۲۱  |
| با مرگ اچیکا، یاسوکه و ساکی به روستا برمیگردند، و مزدوران هم در تعقیب آنها بودند. یاسوکه زمانی را به یاد می‌آورد که به اودا نوبوناگا خدمت می‌کرد و هدف او این بود که ژاپن را متحد کند. یاسوکه از تحویل دادن ساکی امتناع می‌کند و مزدوران او را محاصره می‌کنند.                                                                                      |                                   |                 |                                                             |                   |                |
| ۳ | «گناه کبیره» (ژاپنی: 大罪)        | کونیهیرو موری   | داستان لی شان توماس فلایینگ لوتوس فیلمنامه الکس لارسن       | ساتوشی ایواتاکی   | ۲۹ آوریل ۲۰۲۱  |
| یاسوکه از طرف آبراهام محکوم به قتل ایچیکا شد و توسط آبراهام نگه داری و شکنجه شد، در این میان نیکیتا و هاروتو در حال تعقیب ساکی هستند. قدرت ساکی افزایش یافت و او توانست به کمک یاسوکه برود و آبراهام را به قتل برساند. |                                   |                 |                                                             |                   |                |
| ۴ | «مسیر طولانی» (ژاپنی: 果てなき道) | هیرویوکی کانبه  | داستان لی شان توماس فلایینگ لوتوس فیلمنامه الکس لارسن       | ماساهیرو آندو     | ۲۹ آوریل ۲۰۲۱  |
| در سفر آنها به سمت دکتر موریسوکه، ساکی و یاسوکه با گروهی جنگجو با رهبری جنگجوی قدرتمندی به نام ستوان کوروساکا رو به رو شدند. این نبرد تعیین‌کننده با چاقو خوردن کوروساکا در سینه به اتمام رسید. بعد از اینکه یاسوکه، ساکی را برای درمان پیش دکتر موریسوکه برد، آنها را ترک کرد و راه خود را ادامه داد.                                           |                                   |                 |                                                             |                   |                |
| ۵ | «درد و خون» (ژاپنی: 痛みと血)     | کازویا ایواتا   | داستان لی شان توماس فلایینگ لوتوس فیلمنامه نیک جونز جونیور. | کنیچی سوزوکی      | ۲۹ آوریل ۲۰۲۱  |
| یاسوکه با جنرال تاریکی میتسوهیده مبارزه می‌کند و در همین حال دکتر موریسوکه در حال کمک به ساکی است تا از دام تاریک دایمیو نجات پیدا کند. وقتی ارتش تاریکی حمله خود را آغاز می‌کند، مزدوران مداخله می‌کنند. با این حال ارتش تاریکی قویتر و بزرگتر است، آنها اکثر مزدوران را می‌کشند و دکتر موریسوکه و نیروهای او را مجبور به عقب‌نشینی به معبد می‌کنند. |                                   |                 |                                                             |                   |                |
| ۶ | «تعادل» (ژاپنی: 調和)             | تاکرو ساتو      | داستان لی شان توماس فلایینگ لوتوس فیلمنامه الکس لارسن       | تاکرو ساتو        | ۲۹ آوریل ۲۰۲۱  |
| در حالی که دکتر موریسوکه ارتش تاریکی را عقب نگه می‌دارد، یاسوکه و ساکی به قلعه تاریکی نفوذ کردند. یاسوکه به دام جادوی توهم زای دایمیو می‌افتد، تا زمانی که ساکی او را از این جادو خلاص می‌کند. او و ساکی با هم دایمیو را نابود می‌کنند. |                                   |                 |                                                             |                   |                |

## آلبوم موسیقی متن

### یاسوکه (۲۰۲۱)
یاسوکه (به انگلیسی: Yasuke) آلبوم موسیقی متن مجموعه انیمه یاسوکه است و توسط فلایینگ لوتوس برای این مجموعه، ساخته شده‌است. در ۳۰ آوریل، ۲۰۲۱ از لیبل وارپ منتشر شد و تاندراکت، دنزل کوری و نیکی راندا در آن حضور داشتند.
| لیست آهنگ‌ها | لیست آهنگ‌ها                                              | لیست آهنگ‌ها |
| شماره       | نام                                                      | مدت         |
| ----------- | -------------------------------------------------------- | ----------- |
| ۱.          | «War at the Door»                                        | ۲:۰۷        |
| ۲.          | «Black Gold» (featuring Thundercat)                      | ۱:۳۷        |
| ۳.          | «Your Lord»                                              | ۲:۰۶        |
| ۴.          | «Shoreline Sus»                                          | ۱:۲۰        |
| ۵.          | «Hiding in the Shadows» (featuring Niki Randa)           | ۱:۰۱        |
| ۶.          | «Crust»                                                  | ۲:۱۳        |
| ۷.          | «Fighting Without Honor»                                 | ۱:۵۴        |
| ۸.          | «Pain and Blood»                                         | ۱:۲۴        |
| ۹.          | «War Lords»                                              | ۱:۲۴        |
| ۱۰.         | «Sachi»                                                  | ۱:۲۵        |
| ۱۱.         | «Your Screams»                                           | ۲:۱۸        |
| ۱۲.         | «Using What You Got»                                     | ۱:۰۵        |
| ۱۳.         | «African Samurai» (featuring Denzel Curry)               | ۱:۵۴        |
| ۱۴.         | «Where's the Girl?»                                      | ۰:۴۰        |
| ۱۵.         | «Kurosaka Strikes!»                                      | ۱:۱۹        |
| ۱۶.         | «This Cursed Life»                                       | ۱:۲۷        |
| ۱۷.         | «RoBomb»                                                 | ۱:۰۵        |
| ۱۸.         | «Taiko Time // Sacrifice»                                | ۱:۲۱        |
| ۱۹.         | «Your Day Off»                                           | ۱:۳۳        |
| ۲۰.         | «Your Armour»                                            | ۲:۲۰        |
| ۲۱.         | «Enchanted»                                              | ۲:۱۶        |
| ۲۲.         | «Mind Flight»                                            | ۲:۵۳        |
| ۲۳.         | «Survivors»                                              | ۱:۱۷        |
| ۲۴.         | «Your Head // We Won»                                    | ۱:۲۴        |
| ۲۵.         | «The Eyes of Vengeance»                                  | ۲:۵۹        |
| ۲۶.         | «Between Memories» (featuring Niki Randa and Thundercat) | ۱:۴۵        |
| مجموع مدت:  | مجموع مدت:                                               | ۴۳:۲۶       |

## نظرات منتقدان
با توجه به تجزیه و تحلیل متاکریتیک، از ۹ بررسی به عنوان نمونه استفاده کرد و میانگین نظرات را ۷۲ از ۱۰۰ محاسبه کرد، یاسوکه «به‌طور کلی نظرات مطلوبی» دریافت کرد. در راتن تومیتوز، ۹۳٪ از ۲۷ رای مثبت بود، و رتبه میانگین آن ۶٫۶ از ۱۰ نمره شد.